# Исчезнувшие виды
Исчезнувший (вымерший) (англ. Extinct, сокращённо — EX) — охранный статус, присваиваемый таксону, не встречающемуся как в дикой природе с момента последнего официально зарегистрированного наблюдения, так и не сохранившемуся в неволе. В качестве отправной точки исчезновения обычно рассматривается смерть последнего представителя, хотя способности размножаться и восстанавливаться могут быть потеряны ещё до этого времени. Поскольку потенциальный ареал вида может быть очень широким, определение отправной точки исчезновения достаточно трудоёмкое занятие, поэтому многие исследователи обычно подходят к этому вопросу весьма прозаически. Эта трудность приводит к такому феномену, как эффект Лазаря, согласно которому виды, изначально считавшиеся вымершими, неожиданно «появлялись» после периода очевидного исчезновения.
Благодаря эволюции новые виды возникают в результате процесса видообразования, согласно которому новые организмы начинают появляться и процветать в тот момент, когда они находят и занимают соответствующую экологическую нишу. Виды начинают вымирать только тогда, когда они уже не в состоянии выжить в меняющихся условиях или выдерживать сильную конкуренцию с другими представителями флоры или фауны. Связь между животными и их экологическими нишами очень сильная. Любой вид вымирает в течение 10 миллионов лет после своего первого появления, хотя некоторые представители, так называемые «живые ископаемые», выживают в практически неизменном состоянии в течение сотен миллионов лет. До появления человека большинство вымираний происходило естественным путём. По оценкам специалистов 99,9 процентов всех видов, когда-либо существовавших на Земле, уже исчезли.
Массовые исчезновения видов — относительно редкие события, однако изолированные вымирания отдельных видов являются весьма распространённым явлением. За последние 500 лет в результате прямого и косвенного влияния антропогенного фактора вымерло как минимум 844 видов животных, тем самым подняв и без того острую проблему сохранения видового разнообразия. Многие исчезнувшие виды, известные только по своим останкам, ни разу не были зарегистрированы учёными. Некоторые ученые считают, что более половины ныне существующих видов могут исчезнуть уже к 2100 году. Трудно оценить темпы сокращения биоразнообразия планеты без влияния человека, однако результаты учёных из Бристольского университета показали, что процесс вымирания растёт по экспоненте.

## Определение

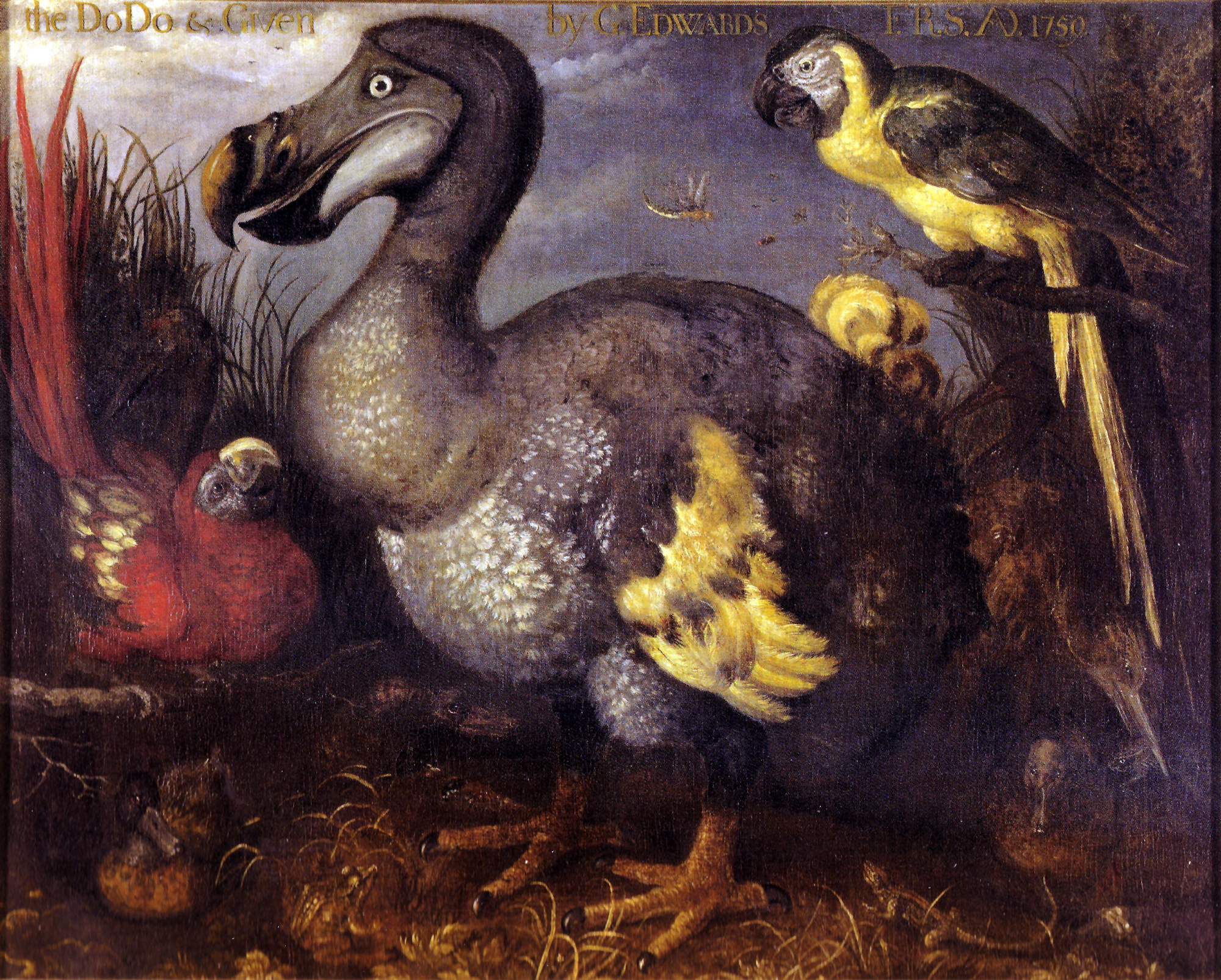
Маврикийский дронт (картина Руланта Саверея, 1626). Эта птица — самый известный пример исчезновения по вине человека

Вид является исчезнувшим, если умирает последний из его представителей. Таким образом, исчезновение вида признаётся официальным, если не осталось выживших особей, которые могли бы размножаться и создавать новое поколение. Вид считается функционально вымершим, если выжившие особи не способны к воспроизведению потомства из-за здоровья, возраста, ограниченного местообитания, отсутствия особей обоих полов (у видов, размножающихся половым путём) или по другим причинам.
Для точного подтверждения об исчезновении (или псевдовымирании) вида требуется чёткое определение положения данного таксона в мире. Если рассматриваемый вид будет объявлен вымершим, то он должен быть однозначно распознан среди его предков, дочерних таксонов или других близкородственных видов. Вымирание видов (или замена дочерними видами) играет ключевую роль в теории прерывистого равновесия Стивена Джей Гулда и Нильса Элдриджа.
В экологии исчезновение часто сводится к понятию локального вымирания, согласно которому вид перестает существовать в отдельной области, но до сих пор существует в других регионах. Это явление носит название истребление. Локальное вымирание может сопровождаться заменой видами, завезёнными из других мест, реинтродукция волков — яркий тому пример. Виды, которые не вымерли, называются сохранившимися. Те таксоны, которые сохранились, но находятся под угрозой исчезновения, называются исчезающими видами.
Важным аспектом в регулировании темпов вымирания в настоящее время являются попытки человека сохранить виды, которым был присвоен статус «Исчезнувшие в дикой природе» (EW). Под эту категорию попадают виды, которые ни разу не встречались в дикой природе, но существуют в настоящее время только в зоопарках и других искусственных средах. Некоторые из этих видов являются функционально вымершими, так как они больше не являются частью своей естественной среды обитания и вряд ли смогут восстановиться в дикой природе. В то же время благодаря современным зоологическим учреждениям существует возможность поддержания жизнеспособности популяции для дальнейшего сохранения вида и предполагаемой реинтродукции в дикую природу за счёт использования тщательно спланированных программ разведения.
Вырождение популяции одного вида может создать так называемый «кумулятивный эффект», который в дальнейшем становится причиной других вымираний. Этот эффект также носит название «цепное исчезновение». Подобный эффект особенно характерен для ключевых исчезающих видов.

## Известные вымершие таксоны

Птицы
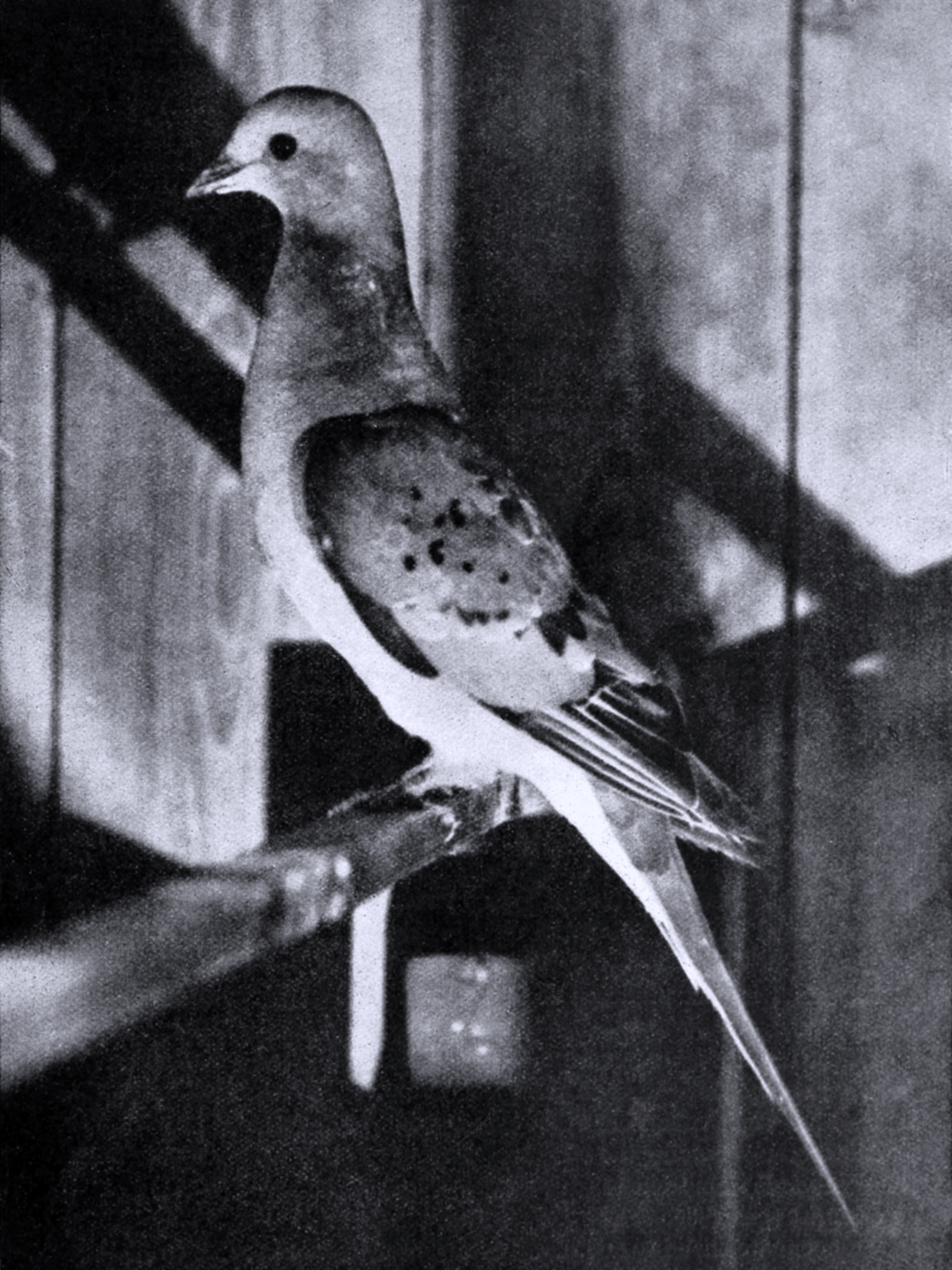
Странствующий голубь
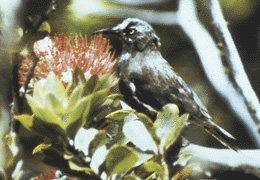
Чешуегорлый мохо
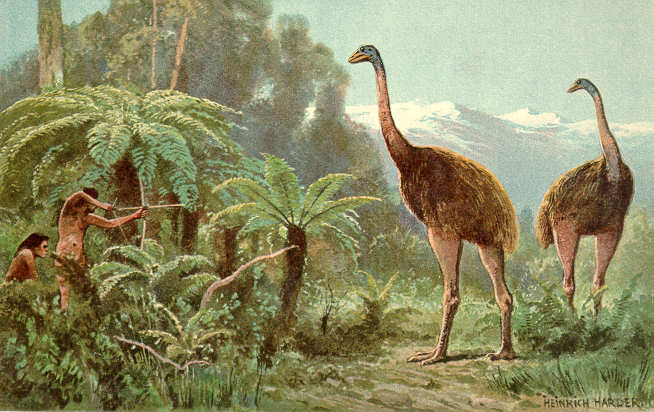
Моа
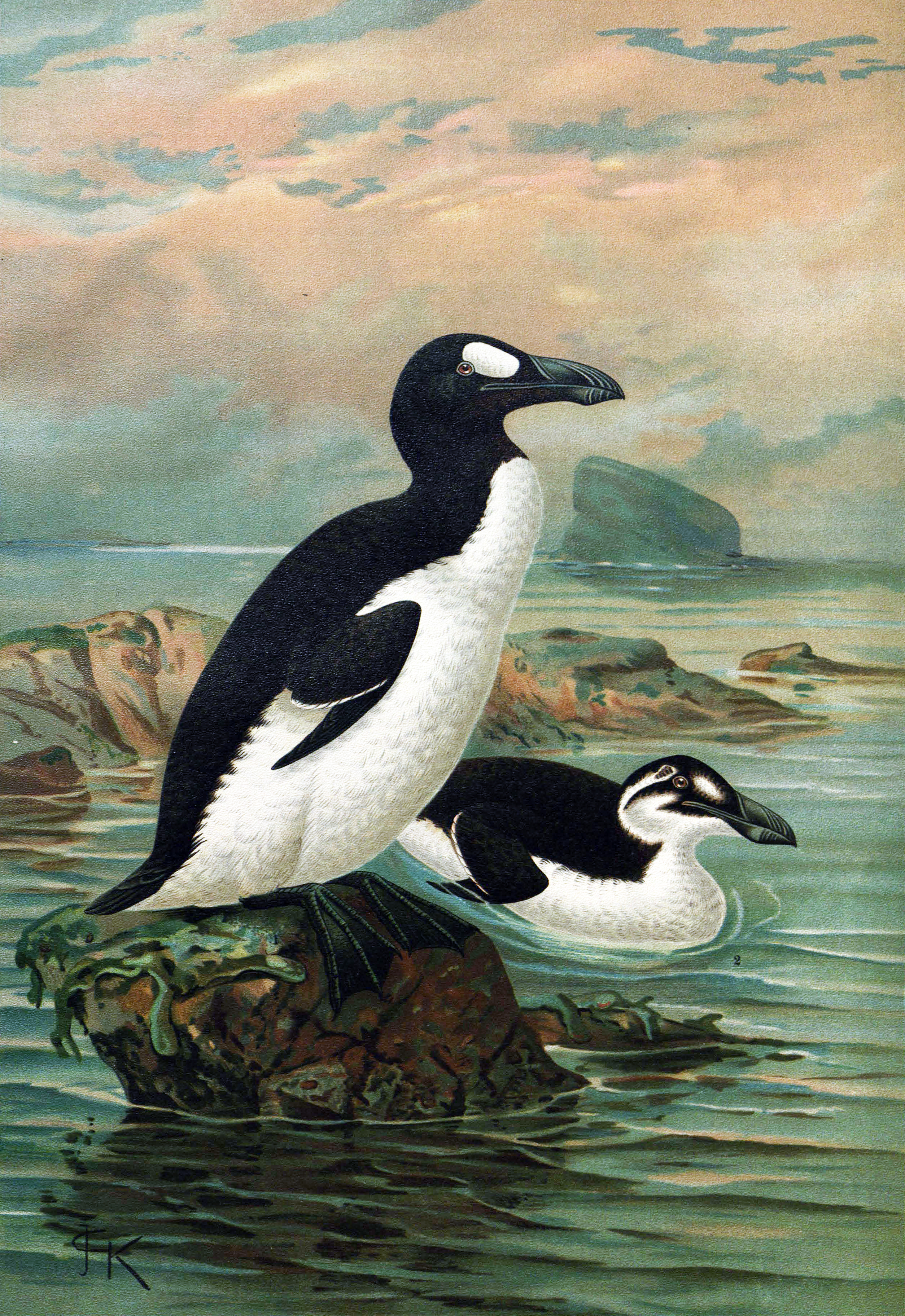
Бескрылая гагарка
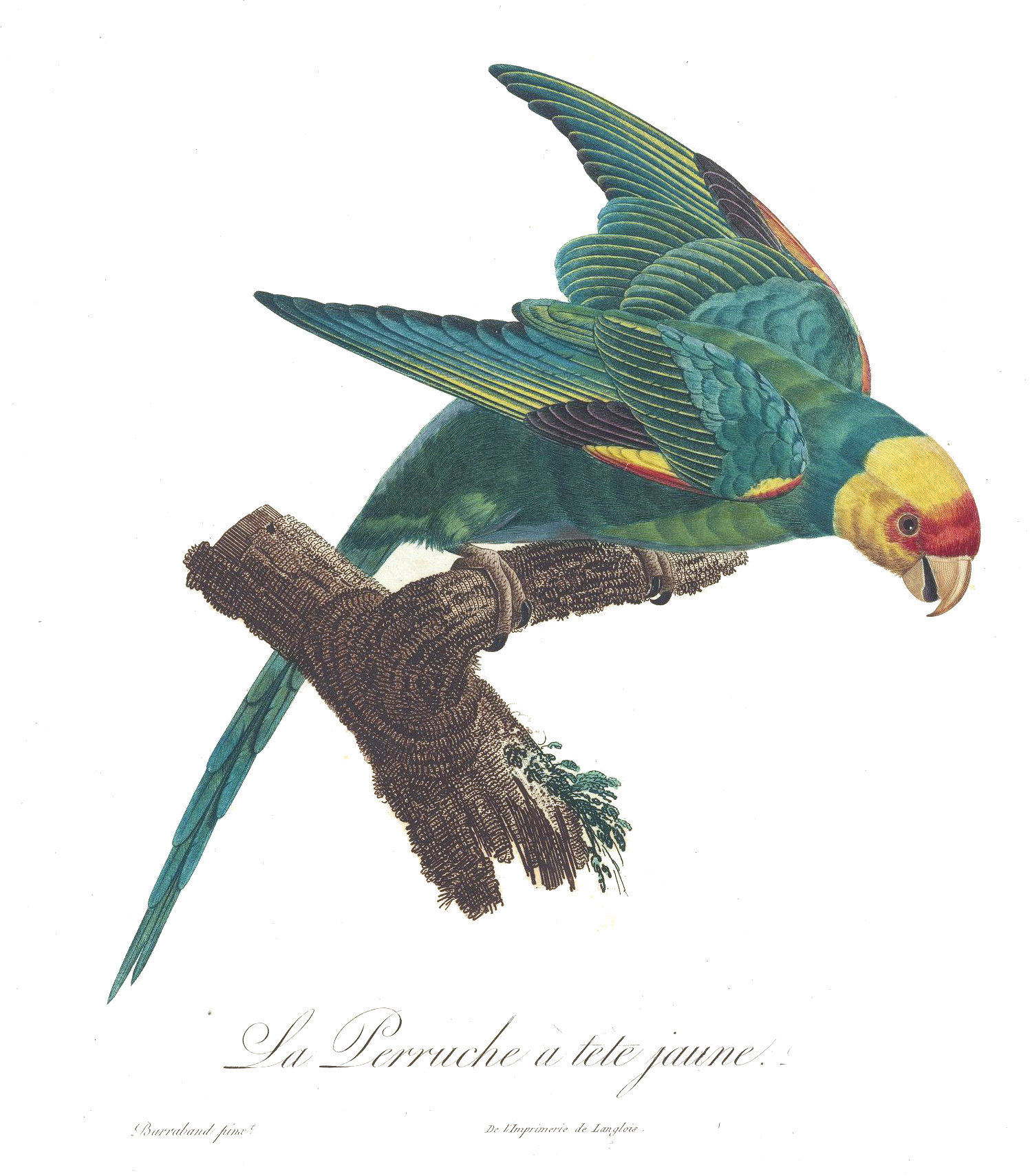
Каролинский попугай
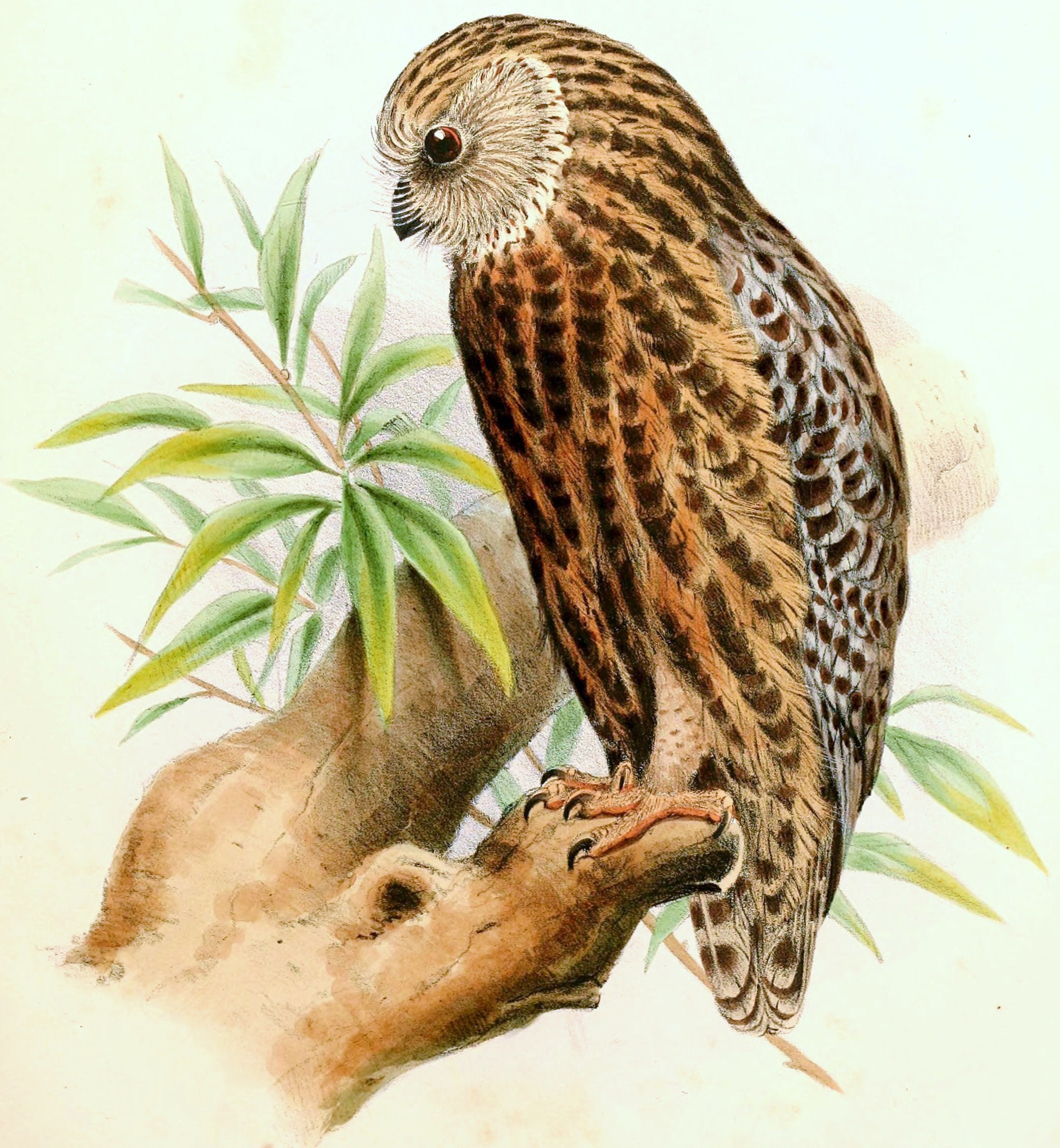
Смеющаяся сова
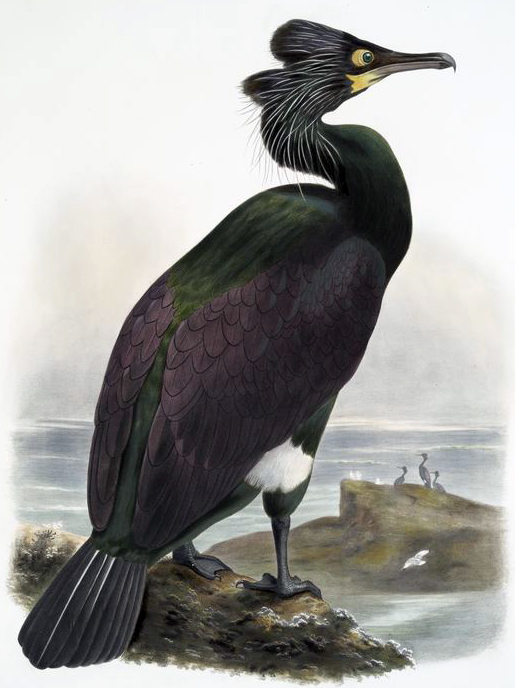
Стеллеров баклан
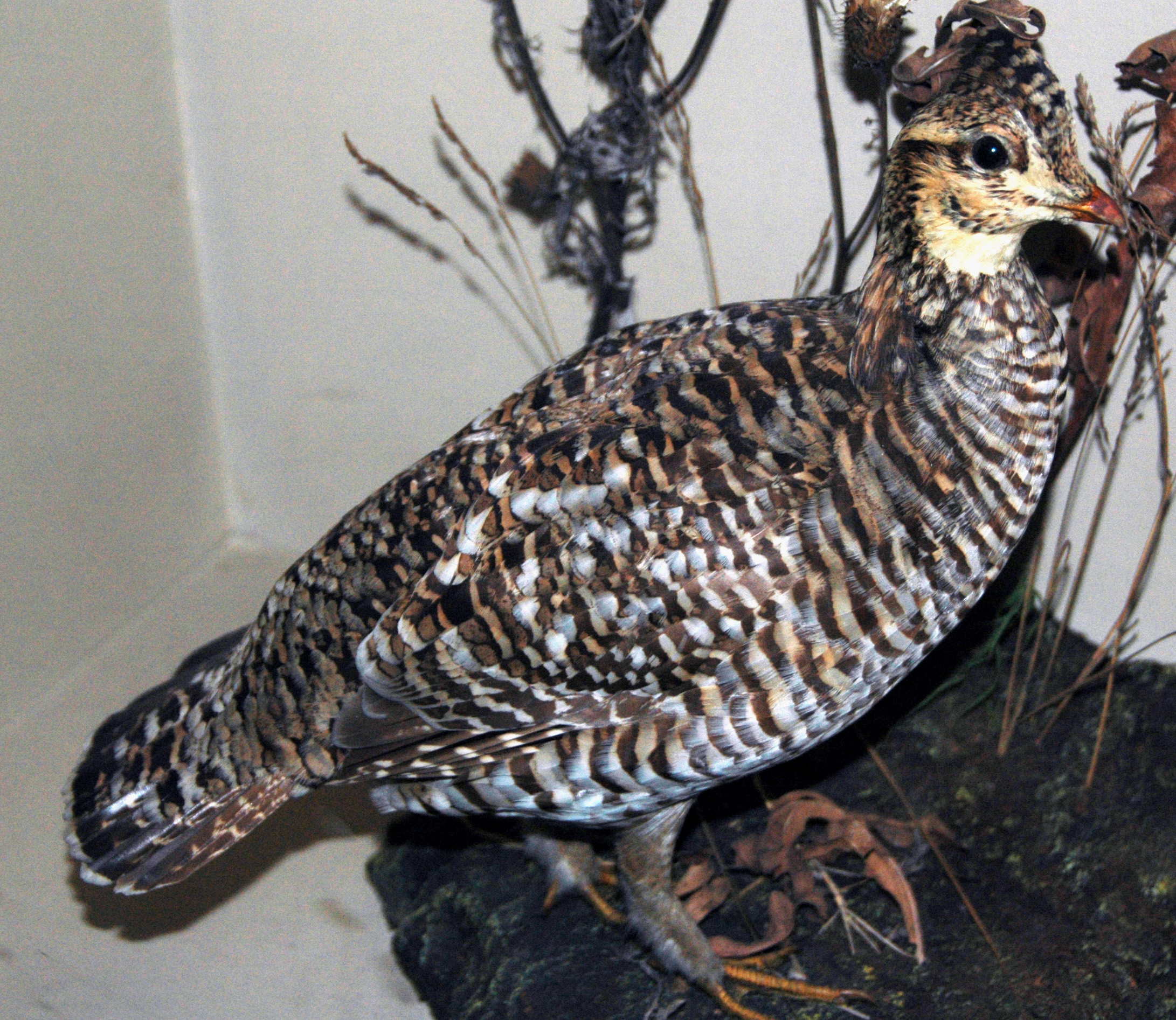
Вересковый тетерев
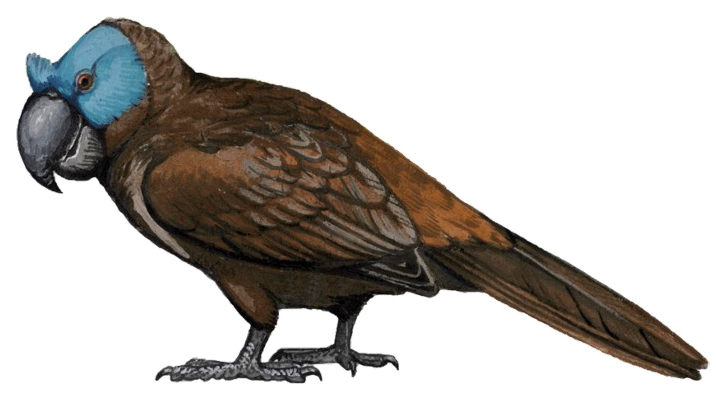
Маврикийский чубатый попугай
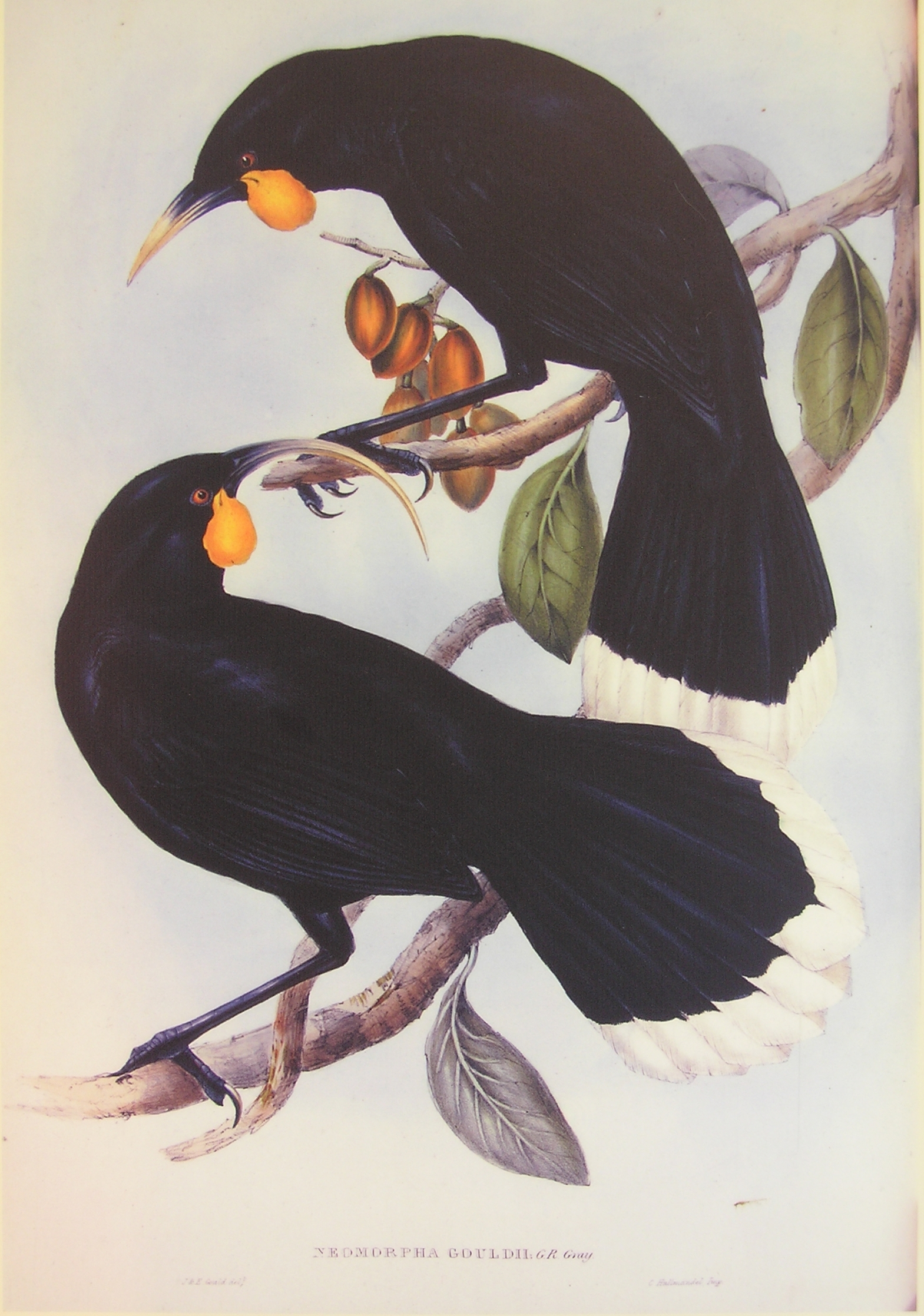
Гуйя
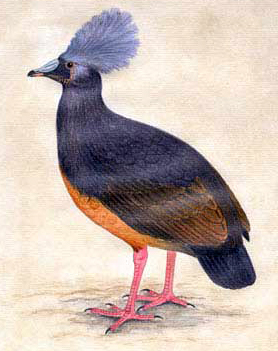
Шуазёльский голубь
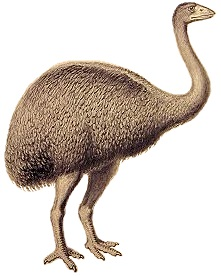
Эпиорнисы

Млекопитающие
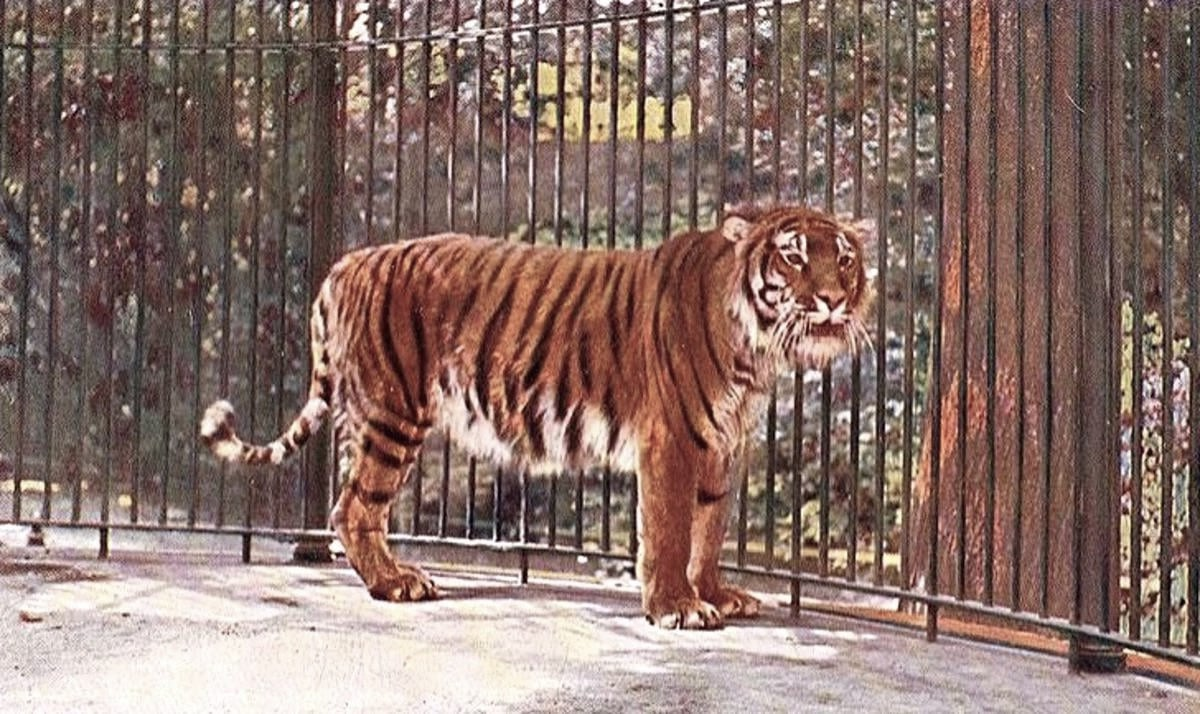
Туранский тигр
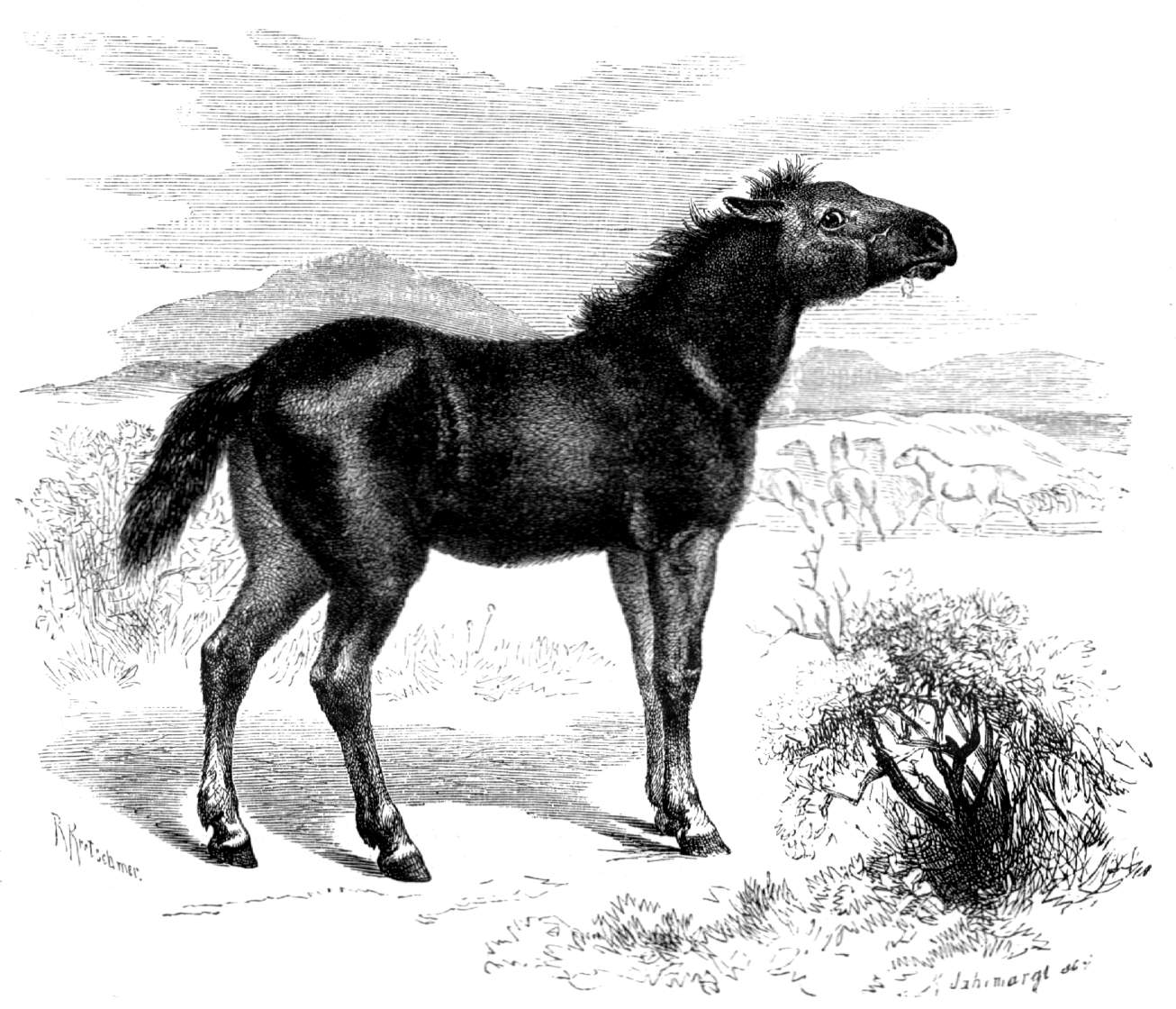
Тарпан
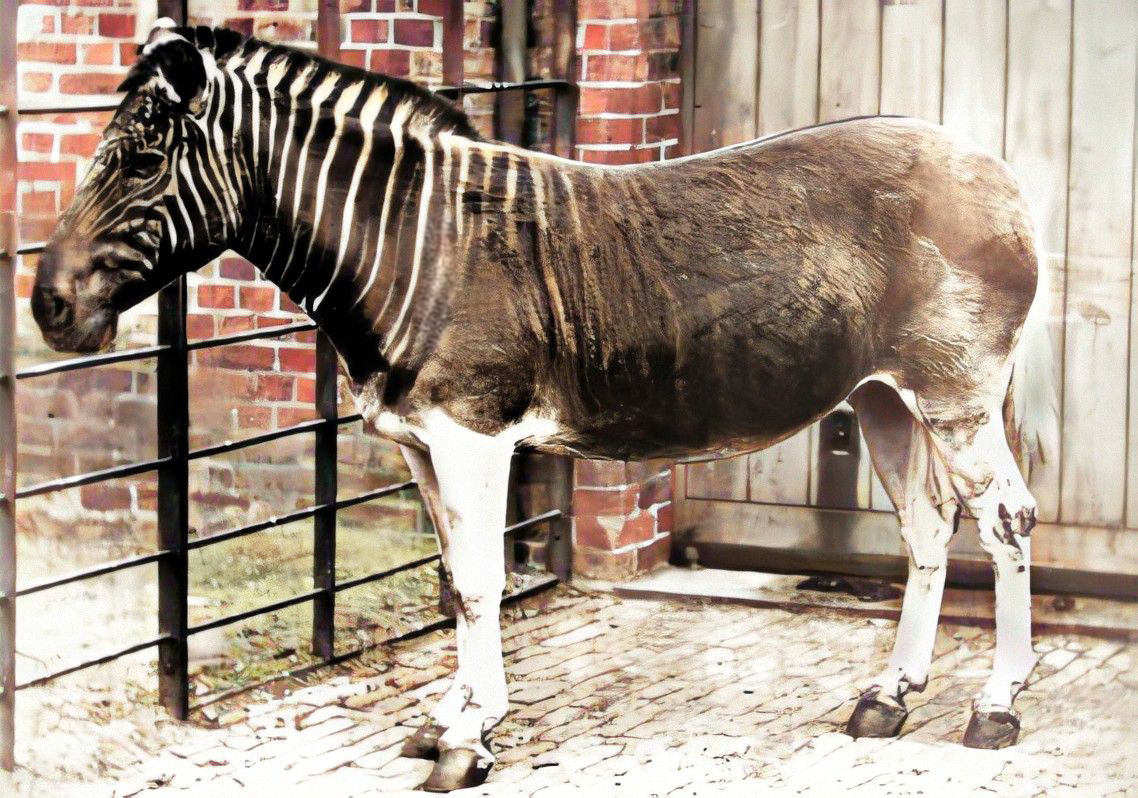
Квагга
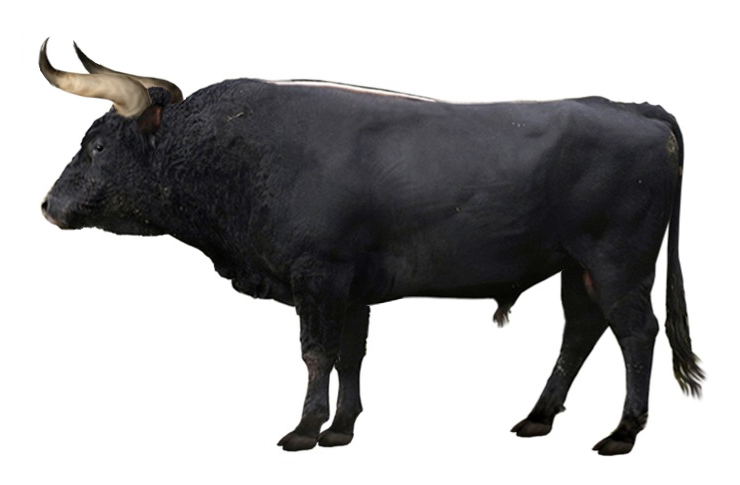
Тур
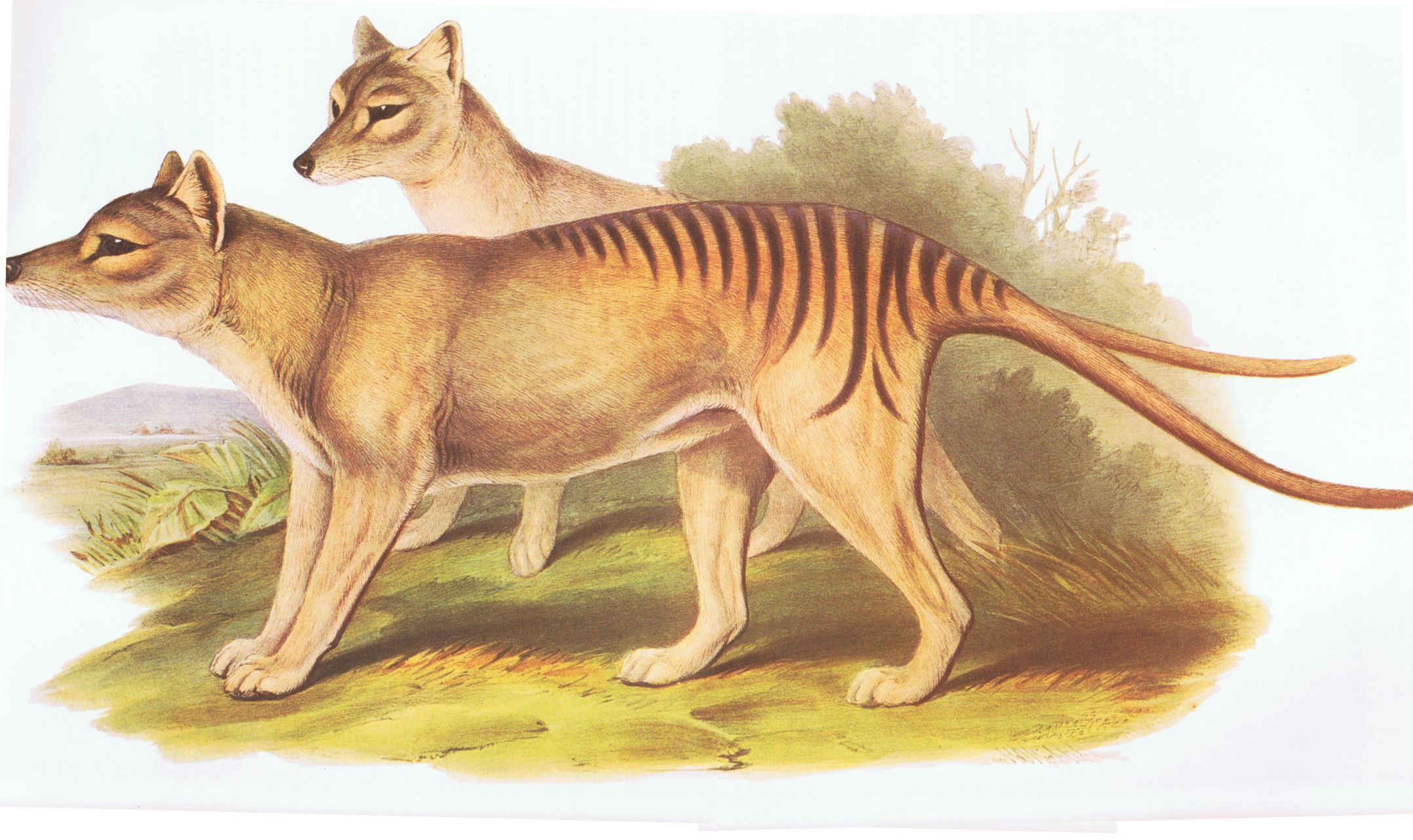
Сумчатый волк
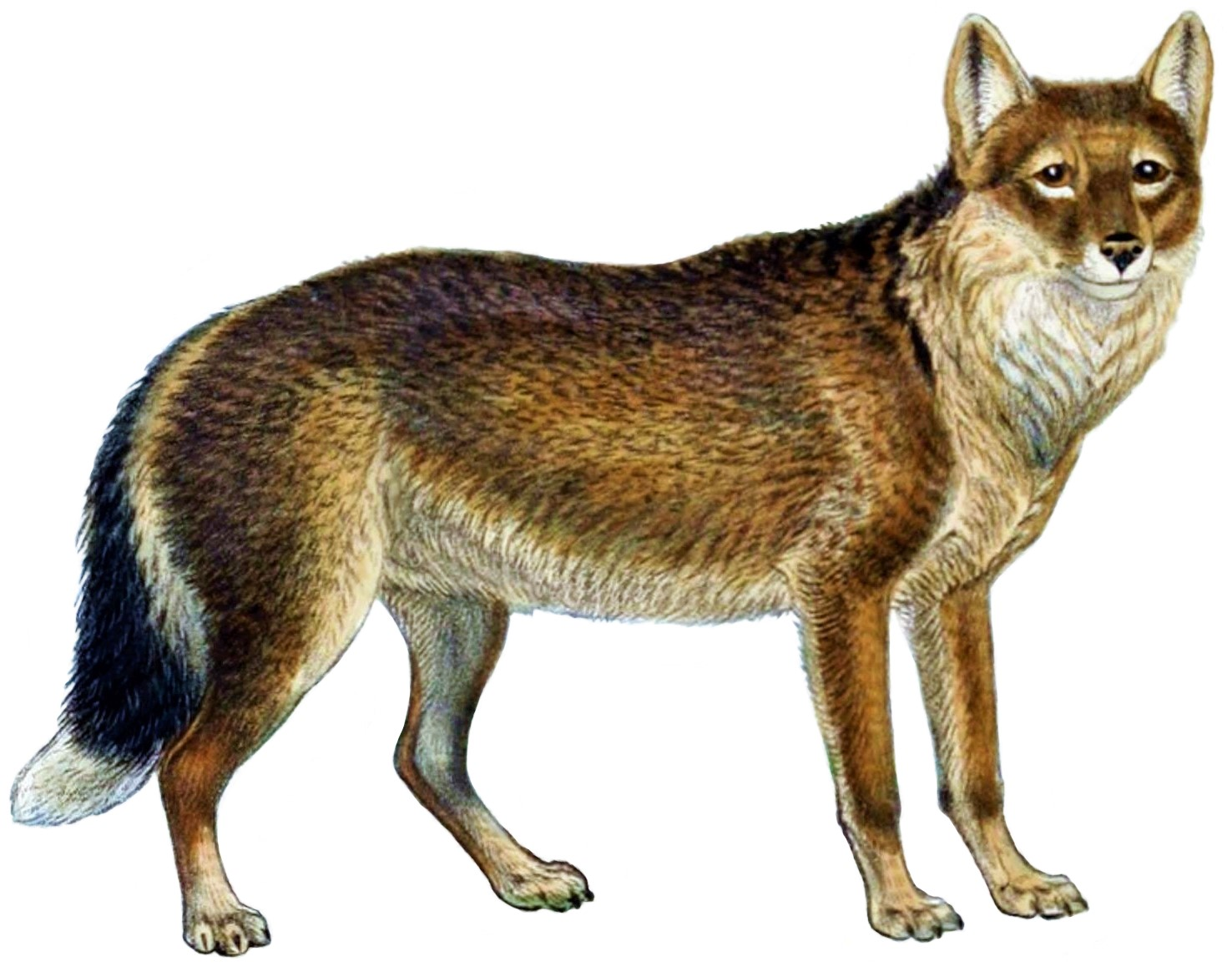
Фолклендская лисица
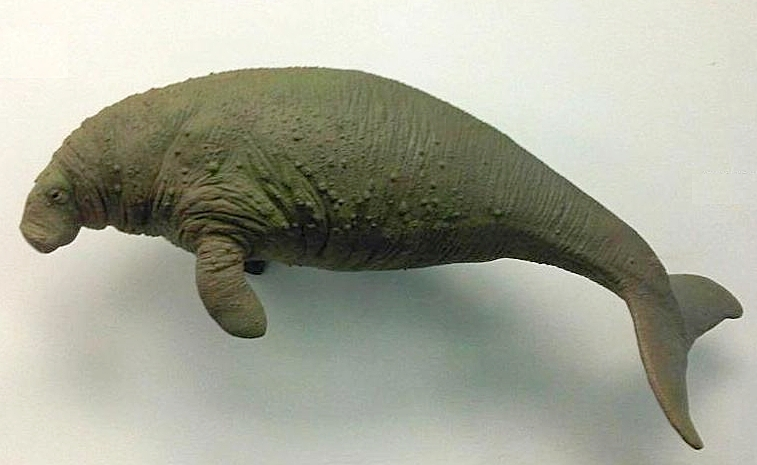
Стеллерова корова (морская корова)
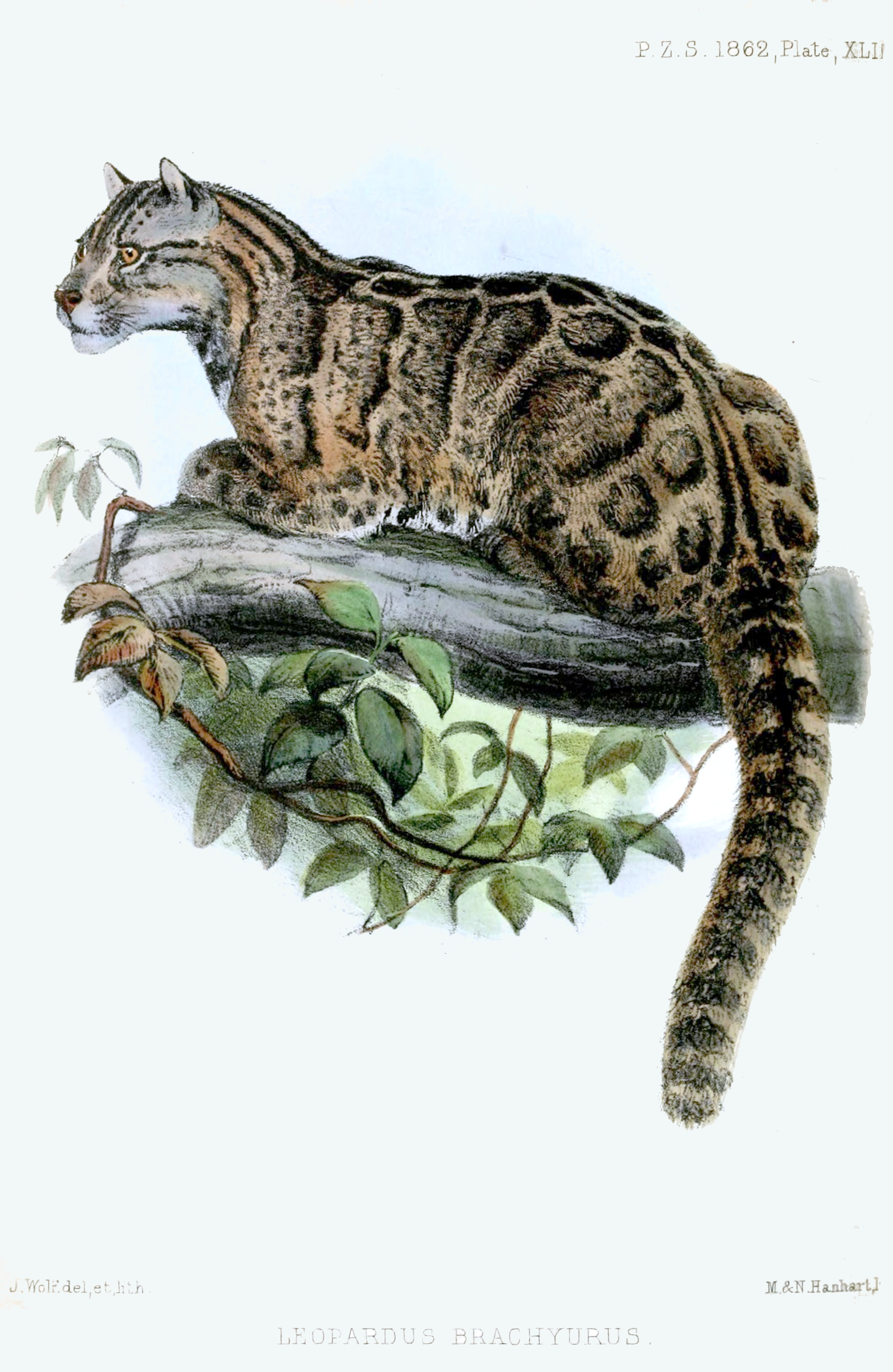
Тайваньский дымчатый леопард
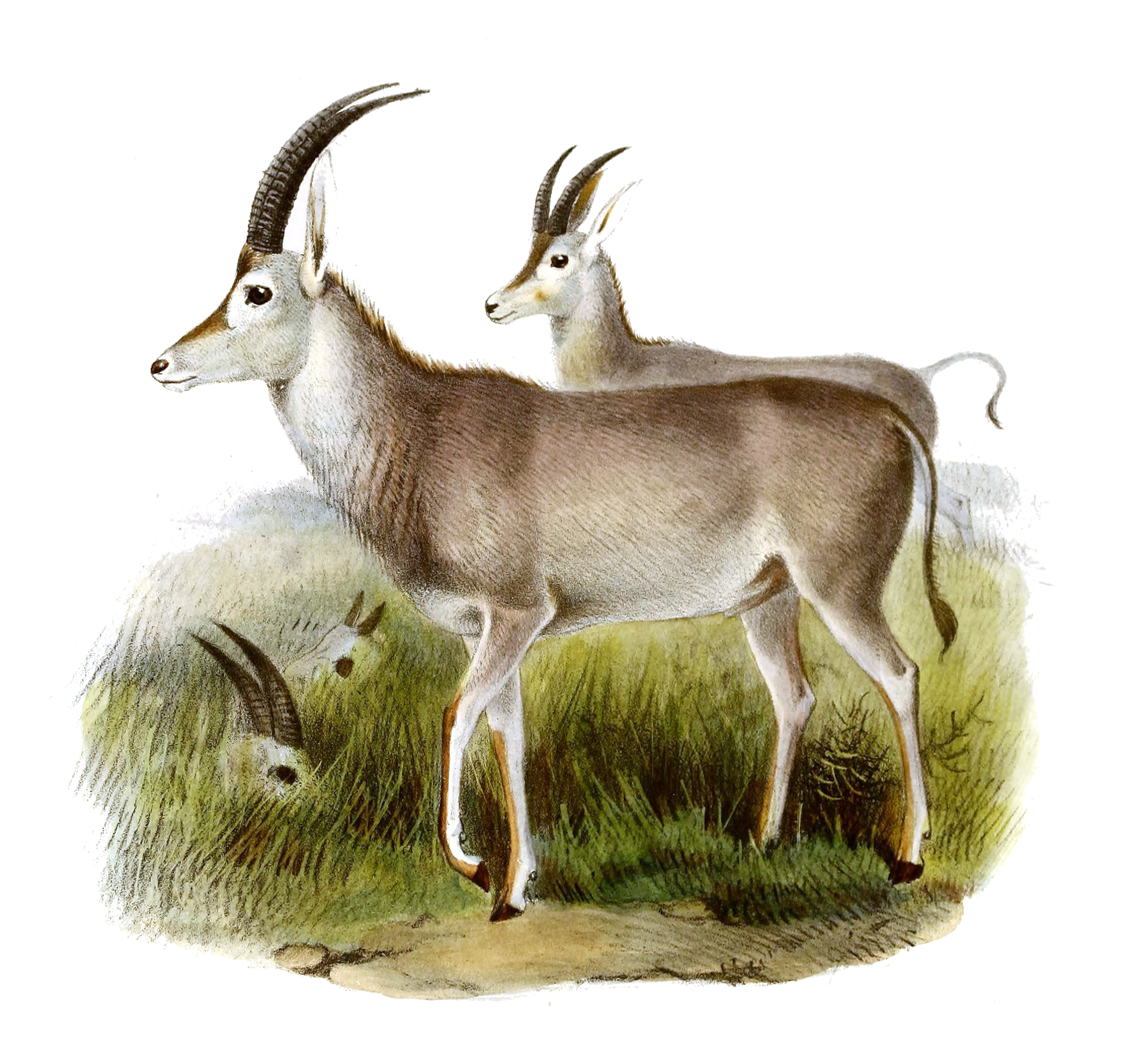
Голубая антилопа
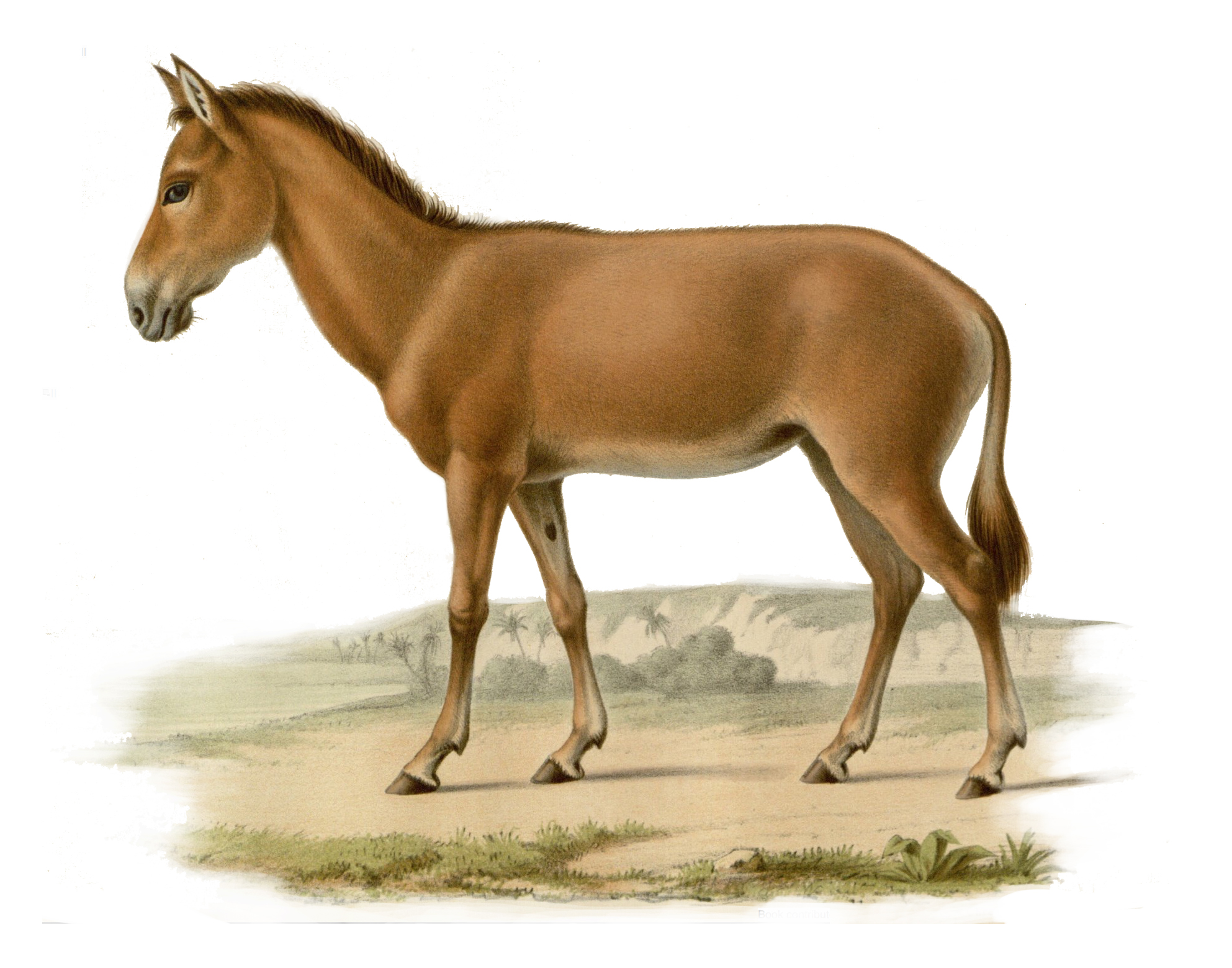
Сирийский кулан
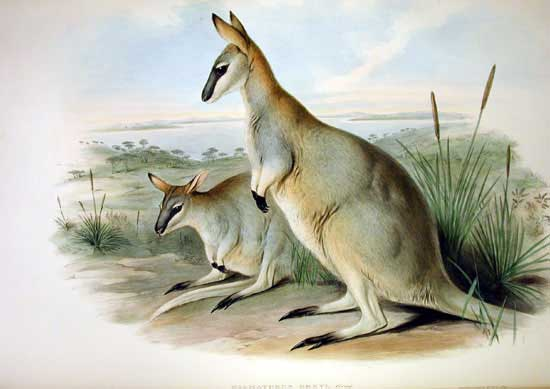
Кенгуру Грея
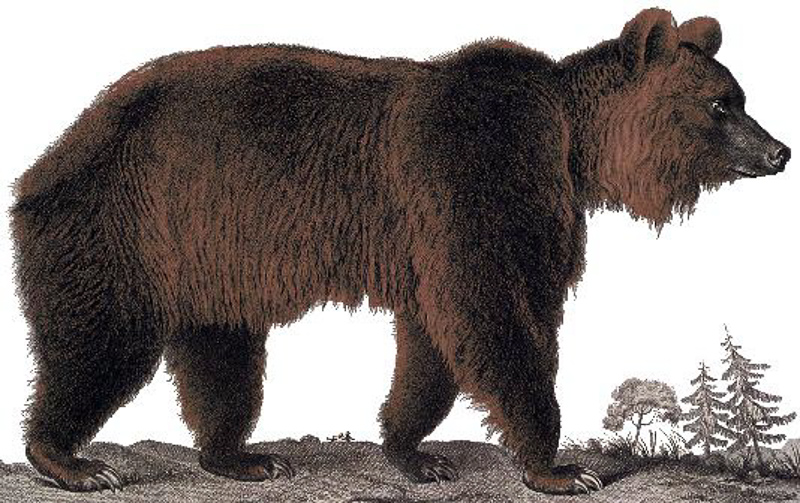
Атласский медведь